# Kerestinec
Kerestinec is een plaats in de gemeente Sveta Nedelja in de Kroatische provincie Zagreb. De plaats telt 1.199 inwoners (2001).